# Kreis Dabas
Der Kreis Dabas (ungarisch Dabasi járás) ist ein Kreis im Süden des zentralungarischen Komitats Pest. Er grenzt im Westen an den Kreis Ráckeve, im Nordwesten an den Kreis Szigetszentmiklós sowie im Norden an den Kreis Gyál. Im Nordosten grenzt er an den Kreis Monor und im Osten an den Kreis Cegléd. Im Süden bilden die Kreise Kunszentmiklós und Kecskemét vom Komitat Bács-Kiskun die Grenze.

## Geschichte
Der Kreis wurde zur ungarischen Verwaltungsreform Anfang 2013 aus allen Gemeinden des gleichnamigen Kleingebiets (ungarisch Dabasi kistérség) gebildet. Hinzu kam noch eine weitere Gemeinde aus dem etwas nördlicher gelegenen Kleingebiet Gyál.

## Gemeindeübersicht
Der Kreis Dabas hat eine durchschnittliche Gemeindegröße von 4.435 Einwohnern auf einer Fläche von 55,84 Quadratkilometern. Der drittgrößte Kreis hat die zweitniedrigste Bevölkerungsdichte im Komitat. Der Kreissitz befindet sich in der größten Stadt, Dabas, im Zentrum des Kreises gelegen.
| 11 Gemeinden     | Status       | Herkunft Kleingebiet | Einwohnerzahl | Einwohnerzahl | Einwohnerzahl | Fläche (km²) | Bevölkerungs- dichte (Ew./km²) |
| 11 Gemeinden     | Status       | Herkunft Kleingebiet | 01.10.2011    | 01.01.2013    | 01.01.2016    | 01.01.2016   | Bevölkerungs- dichte (Ew./km²) |
| ---------------- | ------------ | -------------------- | ------------- | ------------- | ------------- | ------------ | ------------------------------ |
| Bugyi            | Großgemeinde | Gyál                 | 5.057         | 5.160         | 5.111         | 115,55       | 44,2                           |
| Dabas            | Stadt        | Dabas                | 16.386        | 16.506        | 16.728        | 165,99       | 100,8                          |
| Hernád *         | Großgemeinde | Dabas                | 4.092         | 4.111         | 3.996         | 27,06        | 147,7                          |
| Inárcs *         | Großgemeinde | Dabas                | 4.396         | 4.407         | 4.484         | 22,53        | 199,0                          |
| Kakucs           | Gemeinde     | Dabas                | 2.692         | 2.747         | 2.949         | 21,80        | 135,3                          |
| Örkény           | Stadt        | Dabas                | 4.730         | 4.836         | 4.748         | 36,44        | 130,3                          |
| Pusztavacs       | Gemeinde     | Dabas                | 1.374         | 1.367         | 1.312         | 79,07        | 16,6                           |
| Táborfalva *     | Großgemeinde | Dabas                | 3.338         | 3.363         | 3.244         | 42,05        | 77,1                           |
| Tatárszentgyörgy | Gemeinde     | Dabas                | 1.861         | 1.870         | 1.815         | 55,06        | 33,0                           |
| Újhartyán **     | Stadt        | Dabas                | 2.685         | 2.707         | 2.702         | 22,43        | 120,5                          |
| Újlengyel        | Gemeinde     | Dabas                | 1.678         | 1.672         | 1.695         | 26,25        | 64,6                           |
| Kreis Dabas      |              |                      | 48.289        | 48.746        | 48.784        | 614,23       | 79,4                           |

* Mitte 2013 wurden diese Gemeinden zur Großgemeinde (Nagyközség) erklärt.

** Die Großgemeinde Újhartyán erhielt am 15. Juli 2013 das Stadtrecht.